# Tianjiaping (ort i Kina, Ningxia Huizu Zizhiqu, lat 36,00, long 105,37)
Tianjiaping är en ort i Kina. Den ligger i den autonoma regionen Ningxia, i den nordvästra delen av landet, omkring 290 kilometer söder om regionhuvudstaden Yinchuan. Antalet invånare är 9 130. Befolkningen består av 4 587 kvinnor och 4 543 män. Barn under 15 år utgör 28,0 %, vuxna 15-64 år 61 %, och äldre över 65 år 10,0 %.
Runt Tianjiaping är det ganska tätbefolkat, med 129 invånare per kvadratkilometer. Närmaste större samhälle är Pingtouchuanxiang, 14,1 km söder om Tianjiaping. Trakten runt Tianjiaping består i huvudsak av gräsmarker.
Genomsnittlig årsnederbörd är 631 millimeter. Den regnigaste månaden är juli, med i genomsnitt 128 mm nederbörd, och den torraste är december, med 3 mm nederbörd.